# Istvánlak

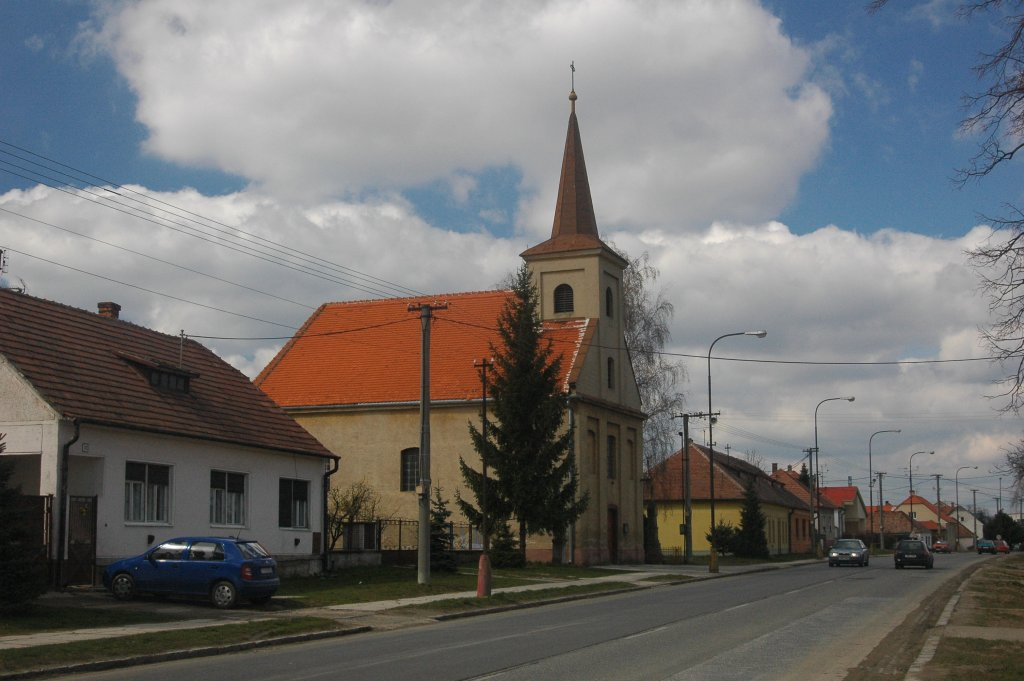
A Szűz Mária templom

Istvánlak (1887-ig Klcsován, szlovákul Klčovany) Bélaház településrésze, korábban önálló falu Szlovákiában, a Nagyszombati kerületben, a Nagyszombati járásban.

## Fekvése
Bélaház központjától 1,5 km-re délkeletre, Nagyszombattól 11 km-re északnyugatra fekszik, az 51-es út mentén.

## Története
A 16. században a Pálffyak vöröskői uradalmához tartozott.
Vályi András "Magyar Országnak leírása" c. művében: "Klucsován Tót falu Posony Várm. földe Ura G. Pálfy Uraság, lakosai katolikusok, fekszik Bogdanócznak szomszédságában, mellynek filiája, határja közép termékenységű, réttye, legelője meg lehetős."  Archiválva 2007. szeptember 27-i dátummal a Wayback Machine-ben
A trianoni békeszerződésig Pozsony vármegye Nagyszombati járásához tartozott. Istvánlakot 1960-ban csatolták Bélaházhoz.

## Népessége
1910-ben 476, túlnyomórészt szlovák anyanyelvű lakosa volt.
2001-ben Bélaház 1982 lakosából 1948 szlovák volt.

## Nevezetességei
- Szűz Mária tiszteletére szentelt római katolikus temploma 1836-ban épült.

## Külső hivatkozások
- Istvánlak Szlovákia térképén
- Tourist-channel.sk
- Szatellitkép